# Araeovalva
Araeovalva é um gênero de traça pertencente à família Agonoxenidae.